# Тасоне Басо (Бергамо)
Тасоне Басо је насеље у Италији у округу Бергамо, региону Ломбардија.
Према процени из 2011. у насељу је живело 10 становника. Насеље се налази на надморској висини од 666 м.